# Război naval
Războiul naval reprezintă lupta pe mare sau pe oceane, lacuri sau chiar râuri lărgite. Luptele se pot desfășura la suprafață (corabii, nave) sau chiar în mediul subacvatic (submarine). În luptele navale sunt utilizate și unitățile de transport naval.